# Minderbroedersklooster (Turnhout)

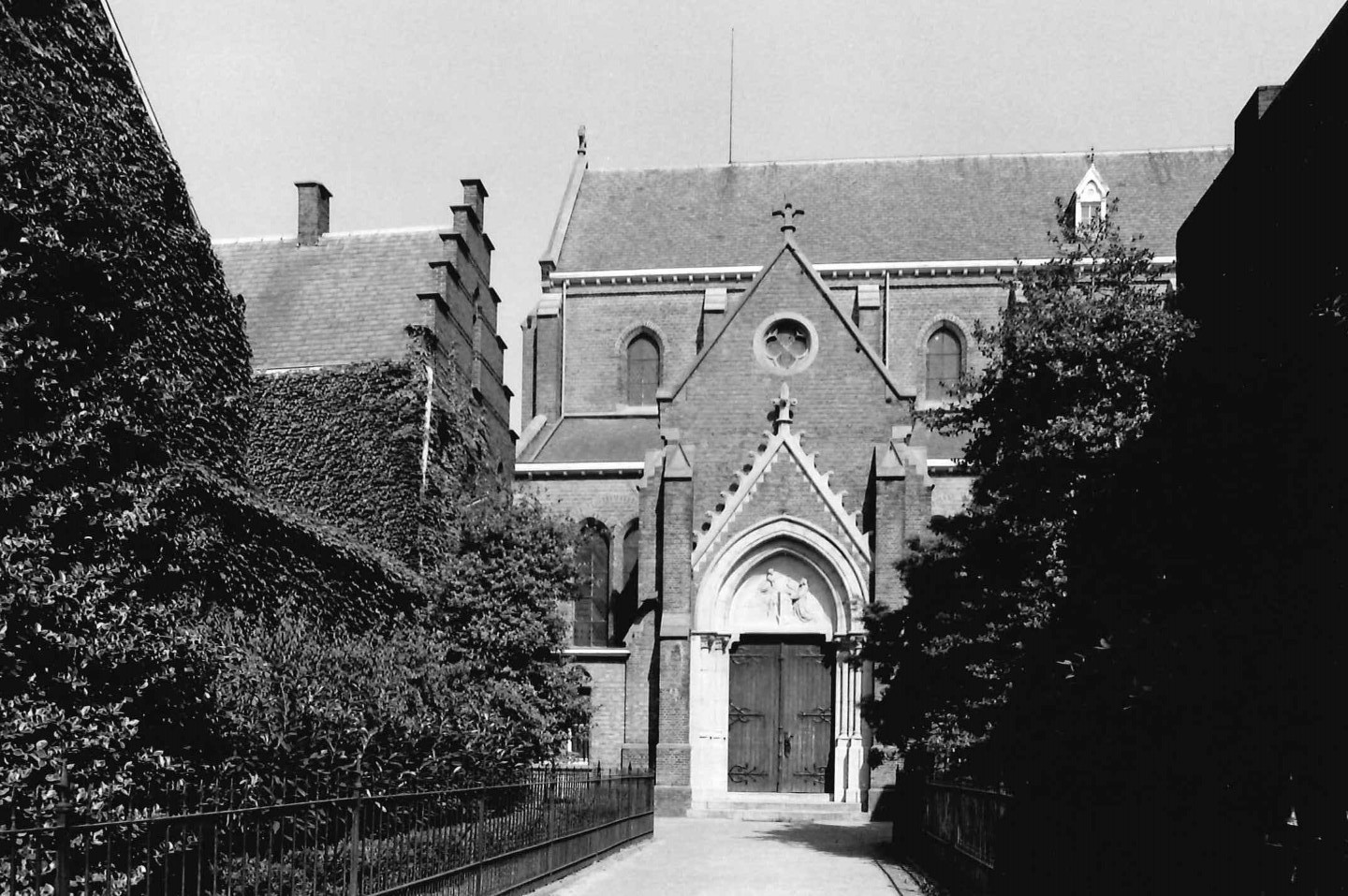
Minderbroedersklooster

Het Minderbroedersklooster (tegenwoordig: Paterspand) is een voormalig klooster van de paters minderbroeders te Turnhout, gelegen aan Patersstraat 100.

## Eerste klooster
In 1650 betrokken enkele minderbroeders een huis aan de Graatakker en in 1652 vertrokken zij naar de Potterstraat (tegenwoordig Patersstraat genaamd). Van 1656-1661 werd een kerk gebouwd, gewijd aan Antonius van Padua en Sint-Rochus. In 1659 werd het klooster betrokken. In 1664 werd het klooster ingetekend op een gravure van Lucas Vorsterman.
Tot de activiteiten van de monniken behoorden, naast de zielzorg, ook het onderhouden van een moestuin en het brouwen van bier. In 1793, tijdens de Franse Revolutie, werd het klooster opgeheven. De gebouwen gingen dienen als woning en als stallen voor de bereden Rijkswacht. Vanaf 1810 was in de kerk een vleeshal gevestigd.
In 1825 vestigden zich de Reguliere Kanunnikessen van het Heilig Graf op deze plaats, en zij stichtten het Heilig Grafinstituut. Dit breidde zich over een steeds grotere oppervlakte uit. De vervallen gebouwen van het voormalig Minderbroedersklooster verdwenen grotendeels.

## Tweede klooster
Uiteindelijk werden er na de Belgische onafhankelijkheid weer nieuwe Minderbroederskloosters gesticht. In 1897 begon men ook in Turnhout met de bouw van een klooster, vlak bij de plaats van het vroegere klooster, naar ontwerp van Pieter Jozef Taeymans. In 1899 werd de kerk ingewijd en in 1904 was het klooster helemaal gereed. Ook dit klooster kreeg een kloostertuin en een brouwerij.
De brouwerij werd in 1960 omgebouwd tot juvenaat, maar in 1964 werd het weer gesloten, vanwege het dalende aantal novicen. In 1985 verlieten de laatste drie paters het klooster. In 1986 werd de laatste Mis opgedragen en werd het klooster verkocht aan een particulier. In 1991 werd het aangekocht door het Verbond van Christelijke Werkgevers en Kaderleden. Nu werd het gerestaureerd en diende het onder de naam Paterspand voortaan als kantoor- en congresruimte. In de kerk werden voortaan evenementen georganiseerd.
In 2017 werd het Paterspand verkocht aan projectontwikkelaar Imoya en de bedoeling was om er ook woningen te realiseren.